# Noureddine Ould Ménira
Noureddine Ould Ménira (arab. ‏نور الدين ولد منيره‎; ur. 6 maja 1968) – mauretański sprinter olimpijski.
Ménira startował w dwóch letnich igrzyskach olimpijskich. Podczas Letnich Igrzysk Olimpijskich w 1992 r. startował w konkurencji biegu na 100 metrów, zajmując 7. miejsce w swoim biegu w czasie 11,22 sekundy i nie przechodząc do następnej rundy. Cztery lata później był chorążym reprezentacji Mauretanii na Letnich Igrzyskach Olimpijskich w 1996 roku. Przebiegł dystans 100 metrów w 10,95 sekundy, ale ukończył bieg eliminacyjny dopiero na 8. miejscu, więc znowu nie awansował.